# Grevasalvas

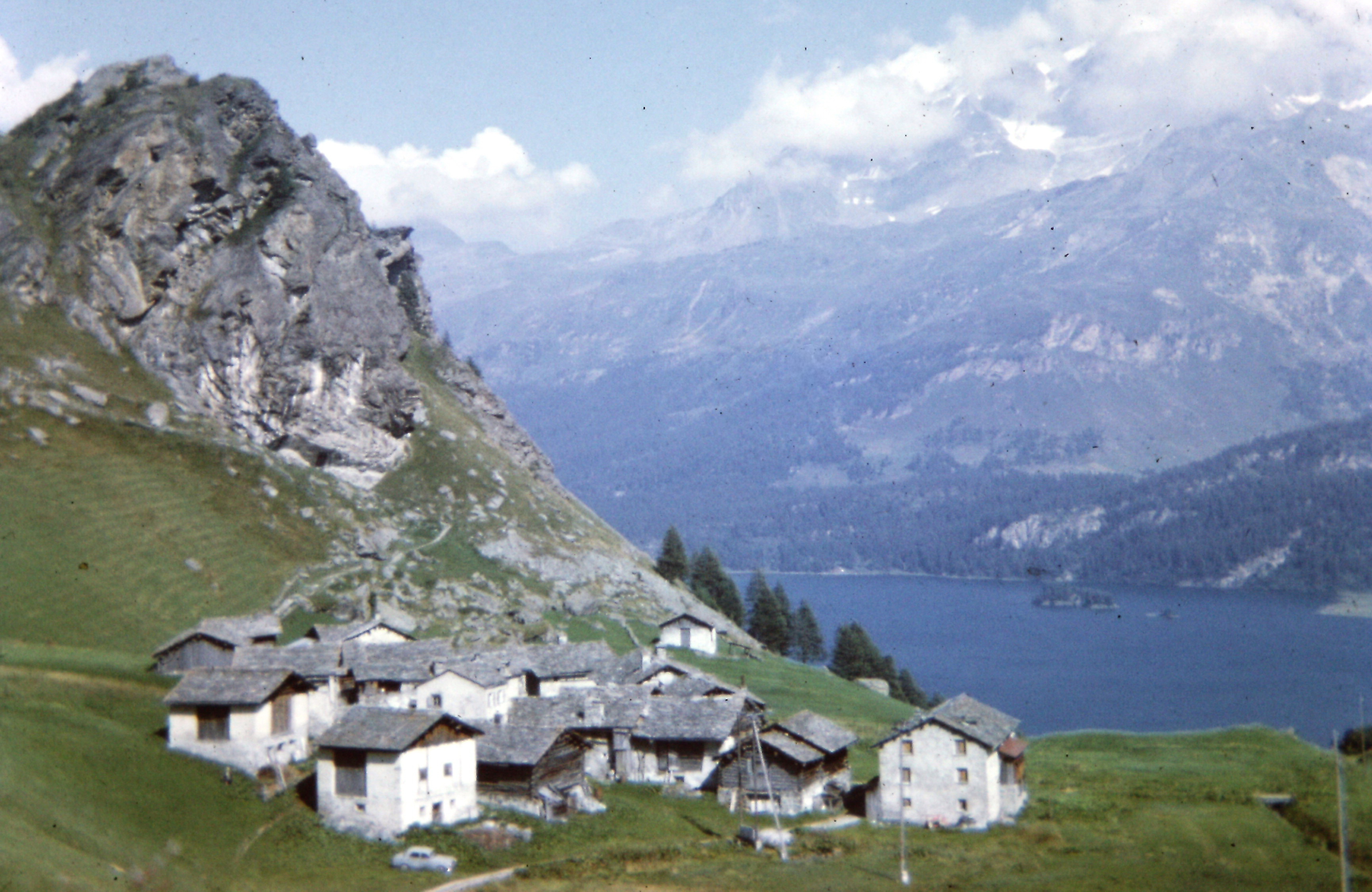
Grevasalvas (1969)

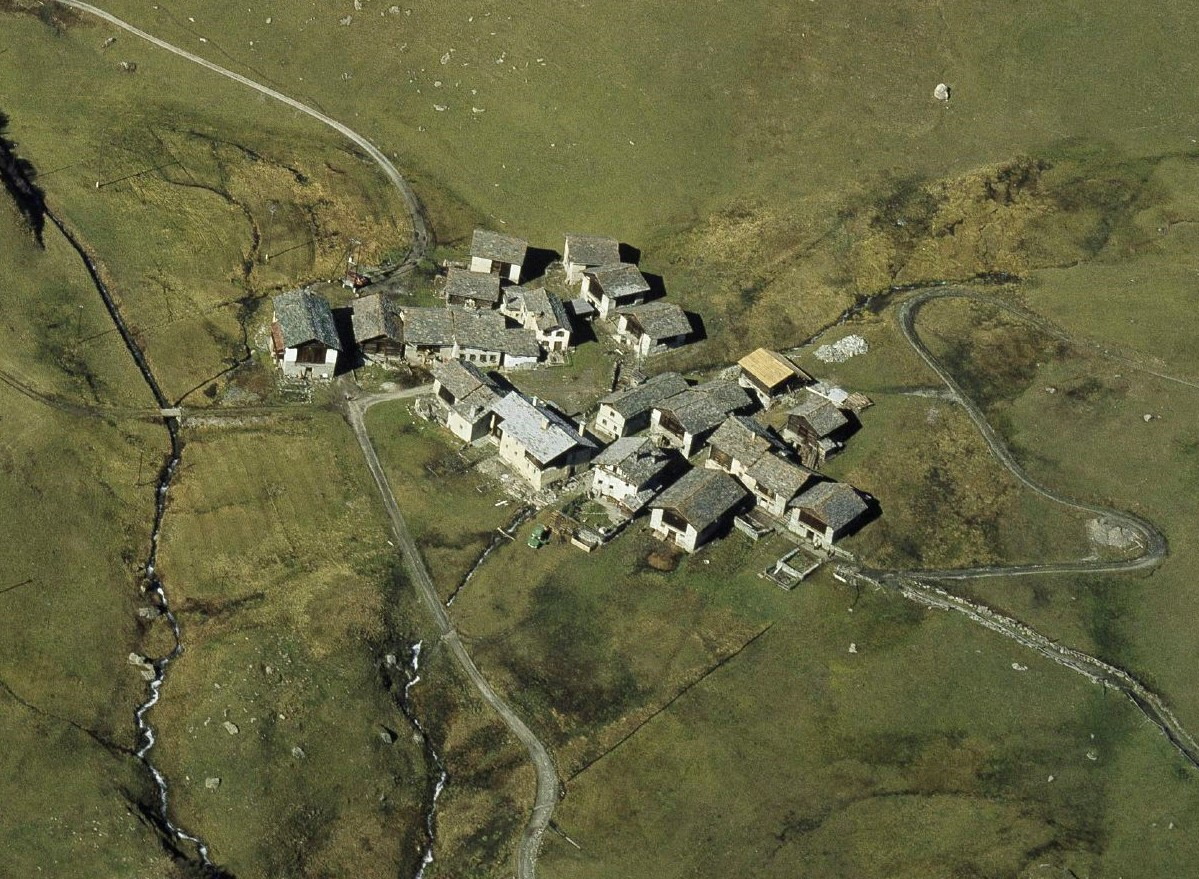
Grevasalvas (1979)

Grevasalvas ⓘ ist eine Maiensässsiedlung auf 1940 m in der Gemeinde Sils im Engadin/Segl im Oberengadin im Kanton Graubünden in der Schweiz. Es liegt oberhalb des Silsersees und unterhalb des Piz Grevasalvas.

## Geschichte
Der Name der Sommersiedlung ist aus den rätoromanischen  Wörtern greva («feines Geröll», «Geröllhalde») und alv («weiss») zusammengesetzt. Sils wurde um 800–850 als Silles und 1131 als Sillis beziehungsweise Segl (rätoromanisch) erstmals erwähnt. In den folgenden Jahrhunderten wuchs das Dorf, bis es die Fraktionen Sils-Maria, Sils-Baselgia, Fex und Grevasalvas umfasste. 1536 erhielt Sils den offiziellen Status einer politischen Gemeinde.
Grevasalvas war im Mittelalter als Weiler von Sils dauernd bewohnt. In den Alphöfen des Bergellertyps sömmerten Bergeller Bauern wie die Salis aus Soglio ihr Vieh seit der frühen Neuzeit. Nach 1850 wurden die Höfe privat, als Einzelsennereien in der Funktion als Alp, Maiensäss und zur Vorwinterung betrieben. In den dorfähnlich nebeneinander gebauten Steinhäusern mit angebauten oder danebenstehenden Ställen wohnten während des Alpsommers (Mai bis September) über bis in die 1950er-Jahre acht bis zehn Bauernfamilien aus dem Bergell. Die Bergeller Wohnhäuser hatten normalerweise einen Keller mit Vorraum, ein Erdgeschoss mit Vorraum (Kleintiere), getäferte Stüva (Stube), Küche (offene Feuerstelle), Abstellraum, WC und ein Obergeschoss mit Schlafzimmer. Bei den massiv gebauten Häusern legte man auf das mit Kalkmörtel verputzte Steinmauerwerk Fichtenbalken im Eckverbund und dichtete die Fugen mit Moos. Die Blockbauweise wurde drei- bis vierfach mit Nadelschindeln überdeckt.
Die Alpen wurden meistens von den Frauen bewirtschaftet, die zugleich Sennerinnen, Händlerinnen, Mütter und Ehefrauen waren. Vom 25 Kilometer entfernten Soglio im Bergell benötigten die Frauen mit den Tieren acht Marschstunden bis Grevasalvas.
Die 597 Hektaren wurden als Mähwiesen, Weideflächen für die Tiere und als Alp für die Sömmerung fremder Rinder bewirtschaftet. In Grevasalvas wurden rund 45 Kühe, 15 Rinder und Galtvieh, 50 Schafe sowie 10 Stück Kleinvieh gesömmert. Die Männer brachten in den Bergeller Dörfern das Heu ein und halfen regelmässig auf der Familienalp mit. Die Tiere wurden von italienischen Kuh- und Ziegenhirten gehütet. Diese stiegen mit den Kühen eine Stunde in die Höhe und kehrten abends wieder zurück. Der nachts anfallende Dünger konnte auf den Wiesen um Grevasalvas verwendet werden, um die Heuernte zu verbessern. Ab dem 20. Juni durften die Tiere rausgelassen werden. Bis zum 1. Juli mussten sie noch im Stall gefüttert werden. Die Milch wurde während des Alpsommers etwa zwölf Mal zu Käse verarbeitet, mit anderen Milchprodukten im kühlen Keller gelagert und mit dem Alpabzug ins Tal gebracht.

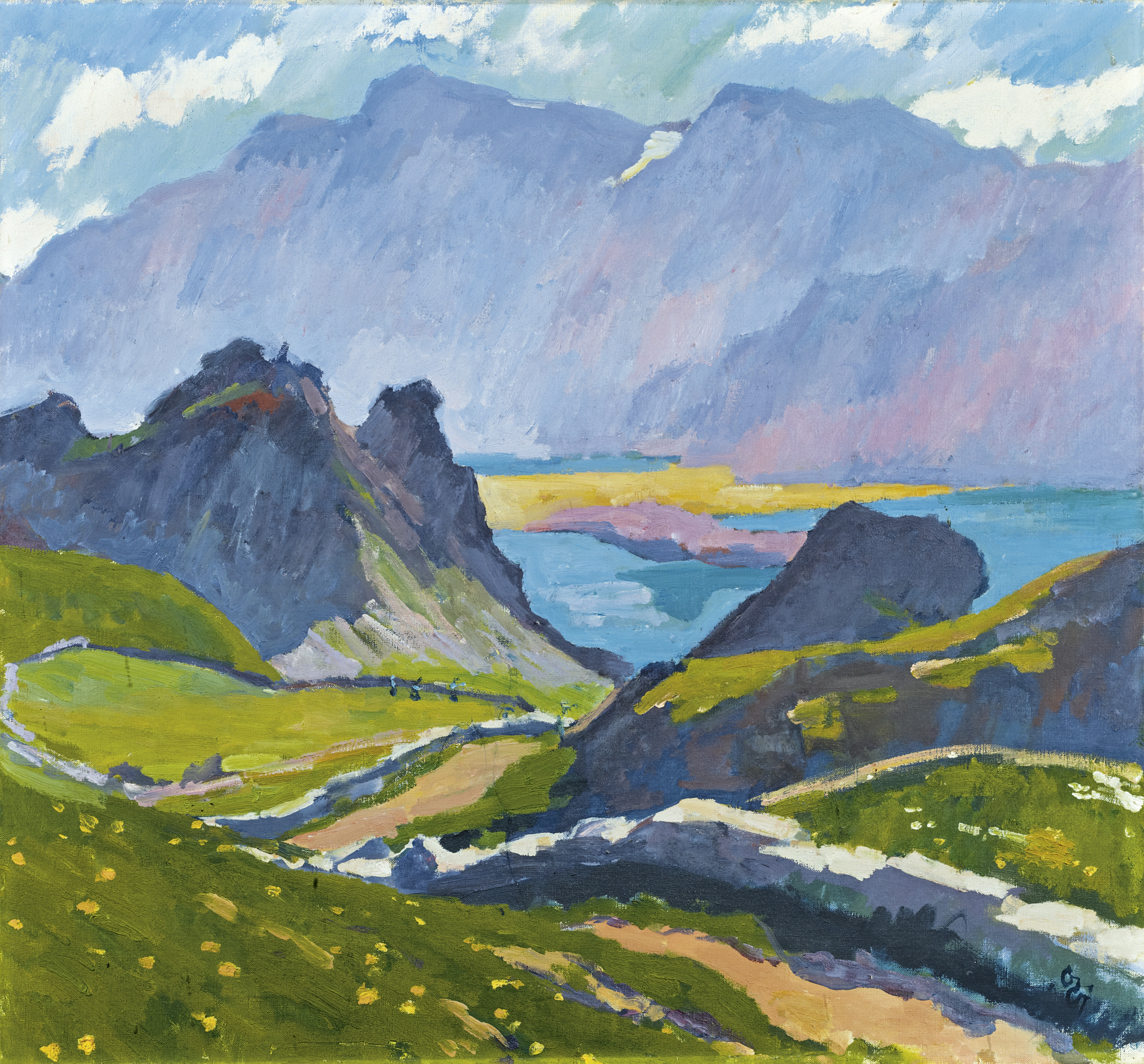
Grevasalvas, 1927, von Giovanni Giacometti

Um 1919 wurde die Genossenschaftsalp Maroz mit Hirtenhütte und Stallungen für die Sömmerung von Jung- oder Galtvieh errichtet. Dies brachte eine Erleichterung auf der Einzelalp, weil die Färsen (Kälber) nach Maroz zur Sömmerung gegeben wurden und nur noch die Milchkühe und Jährlinge auf Grevasalvas verblieben.
Die Hälfte der Bergeller Bauernfamilien alpten auf privatwirtschaftlich bestossenen Einzelalpen wie Grevaselvas, die von Mai bis Weihnachten belegt waren, fast doppelt so lange wie auf Genossenschaftsalpen. Einzelalpen wurden in den 1930er- und 1940er-Jahren als nicht rationelle «Stümperbetriebe» bekämpft. Das Beibehalten von Einzelalpen als Frauendomäne in den Bünder Südtälern hing mit der Abwesenheit der Männer zusammen, die mit saisonaler Migration im Tourismus oder Passverkehr lukrativeren Tätigkeiten nachgingen.
Gegen Ende des 20. Jahrhunderts gaben viele den Bauernbetrieb auf und benutzen seither die Gebäude als einfache Ferienhäuser. Die übrigen Jahreszeiten verbringen die Bauern in Plaun da Lej am Silsersee.
1978 wurde in Grevasalvas die Fernsehserie Heidi gedreht, wodurch es zum Engadiner «Heididorf» wurde.

## Tourismus
Grevaselvas liegt inmitten eines weitläufigen Bergwandergebietes. Über die Fuorcla Grevasalvas kommt man zum See Leg Grevasalvas und weiter zum Julierpass. Ein Wanderweg führt über die dreifache Wasserscheide des Pass Lunghin zum Septimerpass.